# Happy End
Happy End és una pel·lícula franco-austríaca dirigida per Michael Haneke i seleccionada al Festival de Cannes 2017, estrenada l'any 2017.

## Argument
A Calais, una família de burgesos, els Laurent. Anne Laurent (Isabelle Huppert) hereva de l'empresa familiar del seu pare George (Jean- Louis Tringinant) home dolgut per la seva senectut; du la societat amb ma de ferro, lloc directiu que heretara el seu únic fill Pierre, un noi immadur, alcohòlic, incapaç de portar l'empresa familiar i menystigut per la mare, al qui acaba destituint. L'arribada d' Eve, una nena de tretze anys filla de les primeres noces del germà d' Anne, Thomas, pertorbarà la família i deixarà al descobert l'amargor dels conflictes i sentiments amagats sota la capa del luxe de família benestant. Eve, la nena de Thomas, metge, i fill de George Laurent, un vell home amargat i temptat pel suïcidi; va a viure a Calais, amb el seu pare i la seva nova esposa Laura amb la que té un fill petit. És la residència del seu avi George, lloc on no hi havia esta des de molt petita. Eve marxa de casa seva, la casa de la mare amb qui sempre havia viscut, perquè la mare, sempre depressiva, a qui no suporta, és ingressada per un intent de suïcidi, del que acaba morint. Eve també ho intenta quan descobreix els chats eròtics que el seu pare fa amb una gambista i li demana que no la deixi en un centre si es separa de la seva actual dona. L'avi George, fracassant en suïcidar-se diverses vegades, confessa a la seva neta Eve que també té ganes de morir i que va axfisiar la seva dona greument malalta. Mentre nombrosos emigrants es troben a Calais, els Laurent, malgrat les seves neuròtiques repressions, intenten ignorar la seva arribada i viure com si res no passés. Les preses molt distants, escenes lentes i els finals oberts de les pel·lícules de Haneke, permeten a l'espectador la pròpia interpretació.

## Repartiment
- Isabelle Huppert: Anne Laurent
- Jean-Louis Trintignant: Georges Laurent
- Mathieu Kassovitz: Thomas Laurent
- Fantine Harduin: Eve Laurent
- Franz Rogowski: Pierre Laurent
- Laura Verlinden: Anaïs Laurent
- Nabiha Akkari: Jamila
- Hassan Ghancy: Rachid
- Toby Jones: Lawrence Bradshaw
- Dominique Besnehard: Marcel el perruquer
- Nathalie Richard: l'agent immobiliari
- Hille Perl: gambista

## Rebuda
*'Happy End' presenta un misteri complex i molt detallat en el qual cada membre de la família Laurent contribueix a la sensació de malestar gairebé sufocant que transmet la pel·lícula."
*"S'ha fet moltes vegades abans, però el toc magistral Euro-gòtic de Haneke i el fascinant repartiment (...) la modernitzen i donen una mica d'humor negre. Així i tot, sembla que falta alguna cosa."
*"Una obra més fluixa i dispersa del que caldria esperar de Haneke (...) Cap dels personatges està ben definit i estan al servei d'un objectiu ambigu, en una història que sembla més incompleta que amb final obert.
*A França, l'acollida crítica és tèbia: el lloc Allociné recull una mitjana dels crítics de 2,6/5, i dels crítics espectadors de 2,8/5.
*Selecció: Festival de Canes 2017: selecció oficial